# فاونتن وينستون
فاونتن وينستون هو سياسي أمريكي، ولد في 3 نوفمبر 1793، وتوفي في 1 ديسمبر 1834. نشط حزبياً في الحزب الديمقراطي. وقد انتخب عضو مجلس ولاية مسيسيبي ‏.